# Hanno Selg
Hanno Selg   (Tallinn, 31 de maig de 1932 - Tartu, 2 d'octubre de 2019) fou un pentatleta i esquiador estonià que va competir sota bandera de la Unió Soviètica durant les dècades de 1950 i 1960.
Selg s'inicià en l'esquí de fons. El 1960 va prendre part en els Jocs Olímpics d'Estiu de Roma, on disputà dues proves del programa de pentatló modern. Junt a Igor Novikov i Nikolai Tatarinov guanyà la medalla de plata en la competició per equips, mentre en la competició individual fou desè.
En el seu palmarès també destaca un campionat soviètic i sis d'Estònia de pentatló modern, així com un campionat d'Estònia d'esgrima. El 1960 fou escollit el millor atleta de l'any d'Estònia. Un cop retirat va exercir d'entrenador i jutge de pentatló modern fins al 1979.